# Curació de l'home de la mà paralitzada
La curació de l'home de la mà paralitzada és un dels miracles de Jesús narrat als evangelis (Mateu 12:9-13, Marc 3:1-6 i Lluc 6:6-11).

## Narració
Un dissabte Jesús va anar a la sinagoga i es va trobar un home que tenia la mà paralitzada. Quan anava a apropar-s'hi els fariseus li van preguntar si era permès guarir en dissabte i Jesús va afirmar que sí, mentre curava la mà de l'home.

## Anàlisi
En les versions de Marc i Lluc abans de fer el miracle Jesús increpa els fariseus preguntant-los si es pot fer el bé en dissabte, mentre que a Mateu compara la curació amb un pastor que rescata una ovella en dissabte. En tots els casos el missatge central del miracle és que és més important la vida humana i el seu benestar que els preceptes, concretament la santificació del dissabte o sàbat, dia sant per als jueus on no era permès treballar. Fer el bé és una actitud que ha de ser constant en el cristià i la compassió cap als altres presideix el bé.